# 銀天町商店街

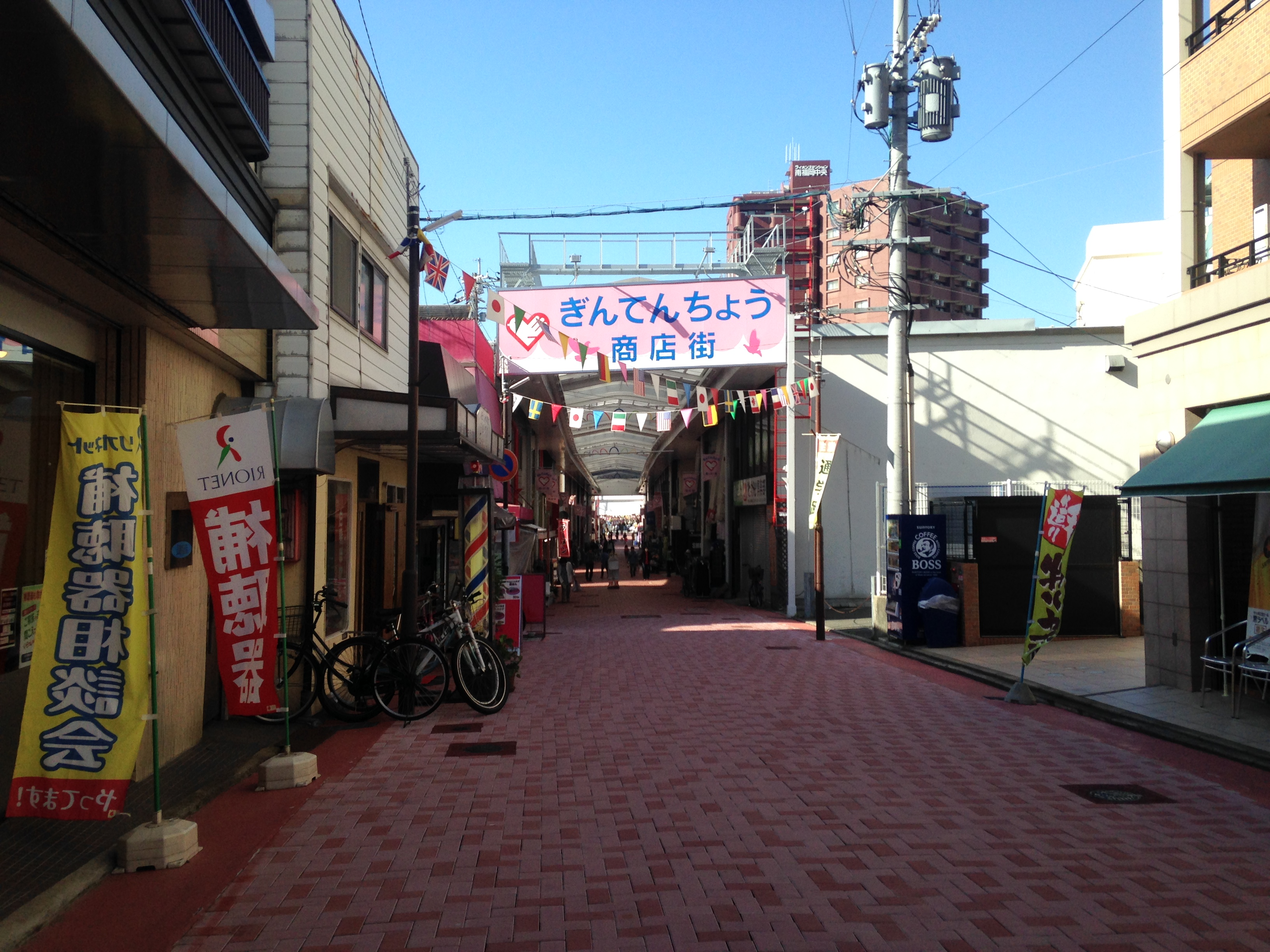
南口

銀天町商店街（ぎんてんちょうしょうてんがい）とは、福岡県福岡市博多区銀天町二丁目にあるアーケード商店街（西鉄雑餉隈駅前）。雑餉隈商店街とも。
今日、シャッター通りと言われる商店街が多い中、この銀天町商店街は駅前にあるという立地にも恵まれ、比較的人通りも多い商店街である。駅利用者や地元住民らが利用している。

## 概要
西鉄雑餉隈駅からJR南福岡駅方面に向かって真っ直ぐ伸びており、その距離はおよそ200mである。衣料品店（ファッション店）、化粧品店、美容店、飲食店、フード店、靴屋、バック店、薬屋、文具店、クリニック店など約70店舗の多彩な店が建ち並びアーケード付き（一部20mほど無い）の商店街なので天候も関係ない。
雑餉隈駅側の脇道には風俗店が軒を連ねていたが、近年苦情が相次いでいた事もあり、警察によってほぼ摘発・一掃された。
雑餉隈駅側の小道を少し行った所にマルキョウもあり、100mほど離れた位置にはイオン系列のマックスバリュもある。

## 交通
- 西鉄電車
  - 西鉄雑餉隈駅 徒歩0分
- JR
  - JR南福岡駅から約100m
- 西鉄バス
  - 西鉄雑餉隈駅入り口バス停から約100m
  - 西鉄南本町バス停から約150m

## 周辺
マンションが多数建ち並んでいるが、周辺は未だ下町のような雰囲気もあり、ここ数十年間あまり変わっていない。また周辺には飲食店も多い。

## その他
- 武田鉄矢の実家「武田タバコ店」が駅付近にある。
- かつて博多駅を目指して西鉄雑餉隈駅から分岐させる計画があった。（西鉄雑餉隈線）
- ソフトバンクが創業時に入居していたビルが駅近くにある。
- ヨシムラの創業地である。
- マルキョウの創業地である。